# Cypripedium roseum
Cypripedium roseum é uma espécie de orquídea terrestre, família Orchidaceae, que habita a Manchúria, na China.